# Bergison Peak
Der Bergison Peak (englisch; bulgarisch връх Бергисон wrach Bergison) ist ein 2000 m hoher Berg im westantarktischen Ellsworthland. In der südlichen Bastien Range des Ellsworthgebirges ragt er 25 km nordwestlich der O’Neal-Nunatakker, 4,66 km südöstlich des Patmos Peak und 20,56 km westlich des Lishness Peak auf. Seine Westhänge sind steil und teilweise unvereist. Der Karasura-Gletscher liegt nördlich, der Nimitz-Gletscher nordöstlich und der obere Abschnitt des Minnesota-Gletschers südwestlich von ihm.
US-amerikanische Wissenschaftler kartierten ihn 1961 und 1988. Die bulgarische Kommission für Antarktische Geographische Namen benannte ihn 2014 nach der thrakischen Festung Bergison im Süden Bulgariens.